# Alphonse Lamarque
Pour les articles homonymes, voir Lamarque.
Jacques Thomas Alphonse Lamarque de Plaisance, né le 22 juin 1813 à Marmande (Lot-et-Garonne) et mort le 17 décembre 1880 à Arcachon (Gironde), est un ethnologue et homme politique français.

## Biographie
Alphonse Lamarque est le fils d'un conseiller de Casteljaloux (Lot-et-Garonne). Il est le maire de Cocumont de 1850 à 1852. Il démissionne de son poste en 1852 pour être nommé la même année maire de La Teste (Gironde) par arrêté préfectoral.
Le 2 mai 1857, la commune d'Arcachon naît d'une scission, après un simple vote du conseil municipal, de la commune de La Teste. La séparation est effectuée par les soins du maire qui démissionne. Il est immédiatement nommé premier maire d'Arcachon par décret préfectoral du 23 mai 1857. Il est ainsi considéré comme l'un des pères fondateurs d'Arcachon. En 1842, il avait fait construire la première maison du futur site de la commune.

C'est lui qui accueille l'empereur Napoléon III le 10 octobre 1859 en visite dans la région. Et en lui montrant cette jeune cité d'Arcachon, il lui aurait dit : 
« tout est à vous, Sire, nos bras, nos cœurs, la cité elle-même qui n'existe que par vous et pour vous.[citation nécessaire] »
Il crée la devise de la ville : « Heri solitudo hodie civitas » (« Hier solitude, aujourd'hui cité »).
Il est conseiller général de la Gironde de 1861 à 1870.
Il quitte ses fonctions de maire d'Arcachon en septembre 1865 puis les retrouve entre 1874 et 1876.
Il est enterré au cimetière d'Arcachon (carré 8), lequel avait été créé en 1858, sous sa première mandature. Sur sa tombe est inscrit : « Vir probus, pater civitatis » (« Un homme droit, père de la cité »). Le cours Saint-Anne est par ailleurs renommé cours Lamarque-de-Plaisance.

## Ouvrages
- Usages et Chansons populaires de l’ancien Bazadais : baptêmes, noces, enterrements, moissons, 1845.
- Des inondations de la Garonne, de leurs effets, de leurs causes et des moyens de les prévenir, 1848.
- Réponse à la brochure de M. Adalbert Deganne intitulée : Arcachon, quelques notes à propos du boulevard de ceinture, 1862.

## Décoration
- Chevalier de la Légion d'honneur[3].